# Adelognathus palpalis
Adelognathus palpalis là một loài tò vò trong họ Ichneumonidae.